# Wrąbczyn
Wrąbczyn – wieś w Polsce położona w województwie wielkopolskim, w powiecie słupeckim, w gminie Zagórów.
Częściowo położona na terenie Nadwarciańskiego Parku Krajobrazowego.
Wieś duchowna Wrąbczyno, własność opata cystersów w Lądzie pod koniec XVI wieku leżała w powiecie konińskim województwa kaliskiego. Wieś królewska Wrąbczyno położona była w 1772 roku w powiecie pyzdrskim województwa kaliskiego. W latach 1975–1998 miejscowość administracyjnie należała do województwa konińskiego.

## Zobacz też

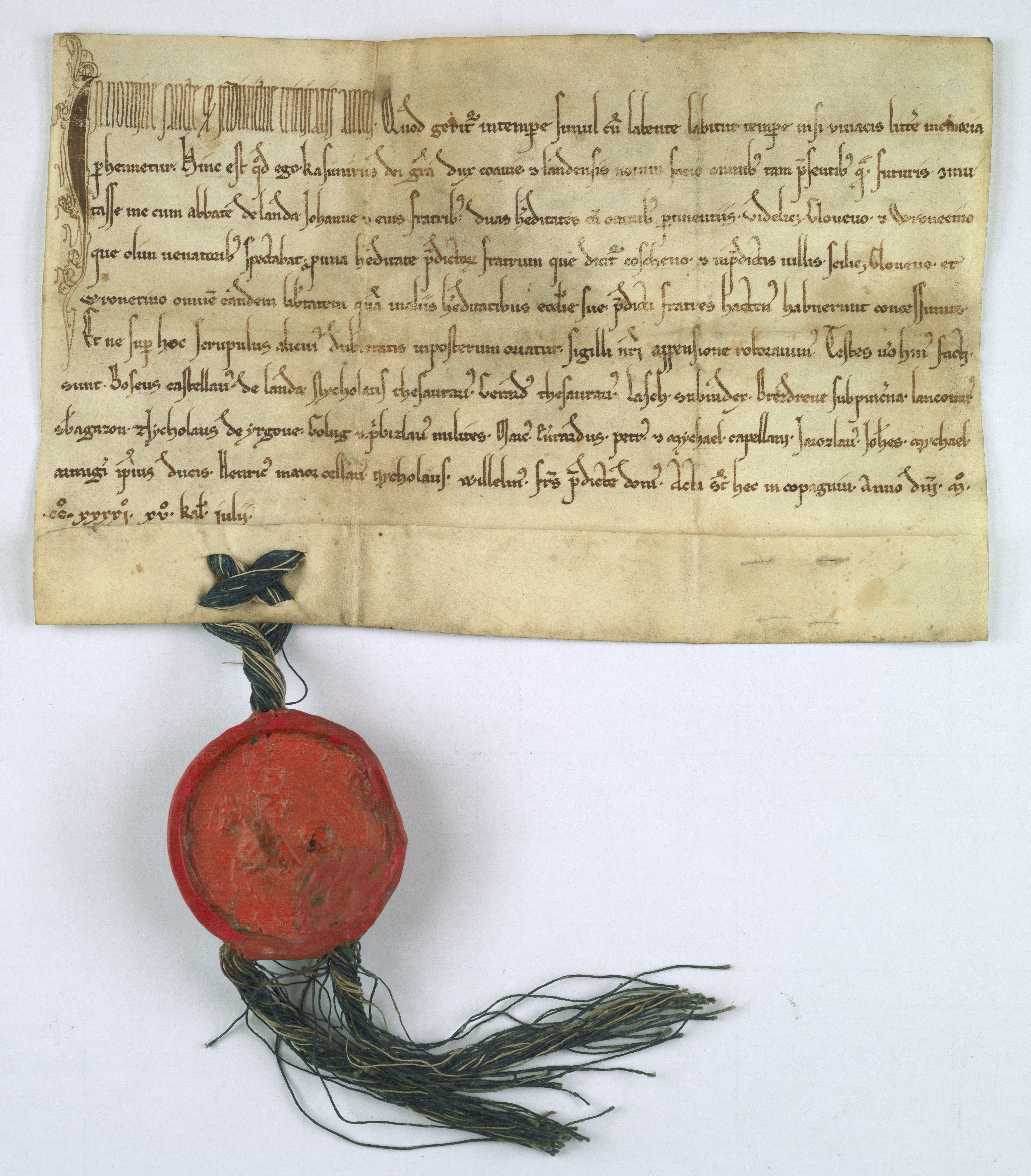
Kazimierz, ks. kujawski daje Janowi opatowi i klasztorowi cystersów w Lądzie wsie Głowiew i Wrąbczyn, kiedyś należące do łowców, biorąc w zamian wieś Koszanów, oraz przyznaje obu wsiom taki immunitet, jakiego udzielił innym wsiom klasztoru, dokument z 17 czerwca 1241 roku